# Falsomordellistena bihamata
Falsomordellistena bihamata är en skalbaggsart som först beskrevs av Melsheimer 1845.  Falsomordellistena bihamata ingår i släktet Falsomordellistena och familjen tornbaggar. Inga underarter finns listade i Catalogue of Life.